# Oneop
Oneop est un atoll des îles Carolines. C'est une municipalité du district des Mortlocks, dans l'État de Chuuk, un des États fédérés de Micronésie. Elle compte 447 habitants (2008) pour une superficie de 1 km².